# مسجد لالا مصطفى باشا (دمشق)
جامع لالا مصطفى باشا هو جامع تاريخي يقع في دمشق في منطقة عين الكرش (شارع بغداد).
امام و خطيب المسجد هو محمد علي الملا.

## تاريخ المسجد
بني المسجد في عهد الوالي العثماني لالا مصطفى باشا.

## وصلات خارجية
- موقع مسجد لالا مصطفى باشا